# Stenolophus flavipes
Stenolophus flavipes är en skalbaggsart som beskrevs av Leconte 1858. Stenolophus flavipes ingår i släktet Stenolophus och familjen jordlöpare. Inga underarter finns listade i Catalogue of Life.